# Microdinodes difficilis
Microdinodes difficilis is een keversoort uit de familie beekkevers (Elmidae). De wetenschappelijke naam van de soort werd in 1911 gepubliceerd door Antoine Henri Grouvelle.